# Colin Dann
Colin Dann (Richmond, Londen, 30 augustus 1943) is een Engels schrijver. Hij is vooral bekend geworden door zijn kinderboekenserie Beestenbos is boos (oorspronkelijke titel: The Animals of Farthing Wood), gelijknamig aan de daarop gebaseerde televisieserie.
Dann werkte dertien jaar voor uitgeverij William Collins, Sons & Co en schreef zijn eerste boek, The Animals of Farthing Wood, tijdens deze periode. De originele omslag werd getekend door Frances Broomfield.

### Farthing Wood-serie
- 1978 - The Animals of Farthing Wood (Beestenbos is boos)
- 1981 - In the Grip of Winter
- 1982 - Fox's Feud
- 1983 - The Fox Cub Bold
- 1985 - The Siege of White Deer Park
- 1989 - In the Path of the Storm
- 1992 - Battle for the Park
- 1994 - Farthing Wood - The Adventure Begins

### King of the Vagabonds-serie
- King of the Vagabonds
- The City Cats
- Copycat

### The Lions of Lingmere-serie
- Journey to Freedom
- Lion Country
- Pride of the Plains

### Andere boeken
- Nobody's Dog
- The Ram of Sweetriver
- The Beach Dogs
- Just Nuffin
- A Great Escape
- Legacy of Ghosts

## Externs link
- Bibliografie van Colin Dann op SciFan

- Bibliothèque nationale de France: cb12599681t (data)
- CiNii: DA08369922
- Gemeinsame Normdatei: 1054706689
- International Standard Name Identifier: 0000 0000 7834 4015
- Library of Congress Control Number: n79007553
- Bibliotheek van het Japanse parlement: 00437207
- Nationale Bibliotheek van Tsjechië: xx0010901
- Nationale Bibliotheek van Israël: 987007401240005171
- Nederlandse Thesaurus van Auteursnamen: 06883165X
- Virtual International Authority File: 2591978
- WorldCat: E39PBJjhGTTCVPgpb8H96QDg8C